# Vlag van Västerbotten
De vlag van Västerbotten kan verwijzen naar twee verschillende vlaggen.

## Vlag van de provincie Västerbotten
De vlag van de provincie Västerbotten is een vierkante banier van het wapen van deze Zweedse provincie. De vlag bestaat uit drie delen afgeleid uit de vlaggen van de landschappen Västerbotten, Lapland en Ångermanland. De vlag en het wapen werd op 18 juni 1949 officieel aangenomen.
De provincie ontstond in 1810 door de opdeling van de provincie Västerbotten. Oorspronkelijk had het wapen een gedeeld schild met het wapen van Lapland in het ene veld en dat van Västerbotten in het andere. In de jaren 1920 werden postzegels en zegels met een gesplitst schild gebruikt, met Västerbotten in het eerste veld, Ångermanland in het tweede veld en Lapland in het derde.

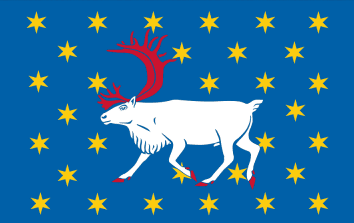
Vlag van Västerbotten
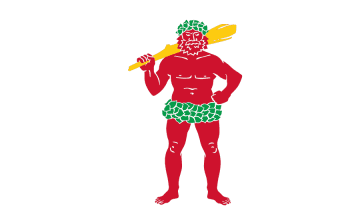
Vlag van Lapland
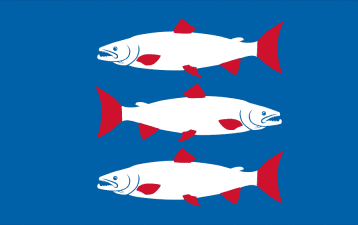
Vlag van Ångermanland

## Vlag van het landschap Västerbotten
De vlag van het landschap Västerbotten is een rechthoekige banier van het wapen van deze Zweedse landschap. De vlag bestaat uit een blauw veld bestrooid met zespuntige gele sterren, met een lopend zilveren rendier met rode hoornen.
Op de begrafenis van Gustaaf Wasa in 1560 stelde een rendier al het land ten westen van de Botnische Golf voor. De sterren werden in de jaren 1590 toegevoegd. De vlag wordt samen met de vlag van Lapland gebruikt op de vlag van Norrbottens län en samen met de vlag van Lapland en de vlag van Ångermanland in de vlag van Västerbottens län.